# Тюрін Олександр Миколайович
Олександр Миколайович Тюрін (нар. 28 серпня 1909 — пом. 18 червня 1980) — радянський військовик в період німецько-радянської війни. Відзначився у третій битві за Харків, один із 25-ти Широнінців. Герой Радянського Союзу (1943 рік).

## Біографія
Народився в 28 серпня 1909 року в Тулі, у селянській родині. Росіянин. Закінчив 5 класів сільської школи. Працював на заводі «Штамп» в місті Тула.
З 1942 року у РСЧА. У діючій армії із березня 1942 року.
Стрілець 78-го гвардійського стрілецького полку (25-та гвардійська стрілецька дивізія (СРСР), 6-та армія, Південно-Західний фронт) гвардії рядовий Тюрін був у складі взводу під командуванням гвардії лейтенанта П. М. Широніна, що 2 березня 1943 року брав участь у відбитті атак танків, бронемашин і піхоти противника біля залізничного переїзду на південній околиці села Таранівка (нині Зміївський район Харківської області України). Взвод втримав позиції, знищивши 16 танків і до 100 гітлерівців.
У 1945 році сержант О. М. Тюрін був демобілізований. Жив у Тулі. Працював на заводі «Штамп». Помер 18 червня 1980 року.

## Звання і нагороди
18 травня 1943 року гвардії червоноармійцю Тюріну Олександру Миколайовичу присвоєно звання Героя Радянського Союзу.
Також нагороджений:
- орденом Леніна
- орденом Вітчизняної війни І ступеня
- орденом Слави ІІІ ступеня